# Sophia Bush
Sophia Anna Bush, ameriška igralka, * 8. julij 1982, Pasadena,  Kalifornija, Združene države Amerike.

## Mladost
Je edini otrok Charlesa Busha – zelo znanega fotografa, in Maureen Bush  - fotografijske studijske menedžerke. Svoje otroštvo je preživela v Pasadeni, Kaliforniji. Sophia še vedno obožuje svoje starše. ˝Mislim da mnogo staršev hvali svoje otroke, ampak jaz hvalim svoje starše. Moj oče je neverjetno talentiran…in moja mama je čudovita,˝ pravi Sophia.

## Šola
V seriji One tree hill, kjer igra Brooke Davis, ki je praktično kraljica šole, njene lastne izkušnje niso bile niti približno takšne. Sophia pravi, da je Brooke vzor vsega česar ne smemo početi. Ko je prebrala scenarij je mislila da tega ne bo zmogla, saj je sama obiskovala dekliško zasebno šolo. Rada je hodila v šolo, se učila in delala domače naloge. Skratka vse kar Brooke ne počne.
V srednji šoli je najprej trenirala odbojko nato pa je končala v dramskem krožku, zaradi  šolskih aktivnosti. Najprej je mislila, da pridružiti se dramskemu krožku, je najbolj grozna stvar, ki se ji lahko zgodi, a na koncu je uživala v igranju in tako se je ˝rodila˝ Sophia, zelo talentirana igralka.
Pri 17 je Sophia postala pasadenska kraljica vrtnic. Potovala je naokoli in obiskala preko 100 mest. nato se je odločila za študij USC( university of Southern California), smer igranje, kasneje pa se je prestavila na novinarstvo. Bila je članica društva ˝Kappa Kappa Gamma Sorority˝. Na univerzi je začela počasi igrati v televizijskih serijah kot so “Van Wilder”, “Nip Tuck”, in “Sabrina the Teenage Witch”. Eno leto pred diplomo se je udeležila avdicije za One tree hill in dobila vlogo, ter pustila študij na USC. Sophia pravi, da si želi nekoč diplomirati in da veliko bere ter piše, nekoč pa si želi tudi napisati kakšno knjigo.

## Zasebno življenje
Sophia in njen soigralec Chad Michael Murray sta kmalu začela hoditi. Maja 2004, ko ga je Sophia obiskala na snemanju filma Hiša voščenih lutk, jo je Chad zaprosil. Prižgal je 500 sveč na teniškem igrišču. Poročila sta se  16. april 2005 in ločila 5 mesecov kasneje.
Ločitev jo je prizadela vendar je ostala optimistična še naprej, še vedno verjame v ljubezen in se želi še enkrat poročiti ter imeti veliko otrok.
2006 je bilo najboljše leto zanjo. Prav tako v poslovnem in zasebnem življenju. Ona in njeni soigralci so bili presrečni, ko so jim povedali, da bodo posneli še 4 sezono serije One tree hilla, saj jim je igranje v tej seriji zelo zabavno.
Prav tako je istega leta igrala v grozljivki Ostani živ. Igrala je gotsko punco October Bantum.
Bolj znan pa je film “John Tucker Must Die”, kjer igra Beth, eno od Johnovih punc.
Videli jo bomo lahko še v 5 sezoni serije One tree hill.